# James Bridges
James Bridges (Paris, Arkansas; 3 de febrero de 1936-Los Ángeles, California; 6 de junio de 1993) fue un guionista y director estadounidense.

## Bíografía
Nació en Paris (Arkansas). Sus comienzos empezaron como guionista en Alfred Hitchcock Presents, donde adaptó el relato The Jar de Bradbury, por el que fue nominado para el Premio Emmy al mejor guion adaptado - Serie dramática en la 16ª Primetime Emmy Awards celebrada el 25 de mayo de 1964.
También trabajó en uno de sus episodios titulado "An Unlocked Window" por el que ganó un Premio Edgar en 1966 por el Mystery Writers of America como mejor capítulo de serie del año. También ese mismo año participó en el guion de Sierra prohibida. Poco después empezaría a escribir y dirigir múltiples películas incluida Un bebé para mi esposa (1970), Vida de un estudiante (1973), El síndrome de China (1979), Cowboy de ciudad (1980), Perfect (1985), y Cazador blanco, corazón negro (1990). Además fue el mentor de la actriz Debra Winger.
Su compañero sentimental fue Jack Larson, conocido por su papel de Jimmy Olsen en la serie Adventures of Superman.
Bridges murió en Los Ángeles de cáncer.

## Filmografía (Selección)

### Guionista
- 1966: Sierra prohibida (The Appaloosa)
- 1967: The Flim-Flam Man
- 1990: Cazador blanco, corazón negro (White Hunter Black Heart)

### Director
- 1988: Noches de neón (Bright Lights, Big City)

### Director y guionista
- 1970: Un bebé para mi esposa (The Baby Maker)
- 1973: Vida de un estudiante (The Paper Chase)
- 1977: September 30, 1955

- 1979: El síndrome de China (The China Syndrome)

## Premios y distinciones
Premios Óscar
| Año  | Categoría            | Película              | Resultado |
| ---- | -------------------- | --------------------- | --------- |
| 1974 | Mejor guion adaptado | Vida de un estudiante | Nominado  |
| 1980 | Mejor guion original | El síndrome de China  | Nominado  |